# Ouled Haffouz (délégation)
Pour l’article homonyme, voir Ouled Haffouz.
Ouled Haffouz est une délégation tunisienne dépendant du gouvernorat de Sidi Bouzid.
En 2004, elle compte 19 910 habitants dont 9 781 hommes et 10 129 femmes répartis dans 4 596 ménages et 5 864 logements.